# Maître des Cartes à jouer
Le Maître des Cartes à jouer est un graveur allemand (ou suisse), probablement aussi peintre, actif dans la région du Rhin supérieur entre les années 1430 et 1450. Premier grand maître de l'histoire de la gravure sur métal, il n'est connu qu'à travers les 106 gravures qui lui sont attribuées, incluant notamment un ensemble de cartes à jouer réparties en cinq enseignes, à quoi il doit son nom de convention, attribué par Johann David Passavant dès 1850. 
Ces cartes à jouer ne sont, pour leur majorité, conservées qu'en un exemplaire unique, essentiellement au Kupferstich-Kabinett de Dresde et à la Bibliothèque nationale de France à Paris. Quatre-vingt huit autres gravures sont en outre considérées comme suffisamment proches de son style pour être tenues comme étant l’œuvre de ses élèves.

## Style
Son style est depuis longtemps reconnu comme étroitement lié à celui des peintures du sud-ouest de l'Allemagne et de la Suisse des années 1430-1450, notamment celles du cercle du Maître du Jardin de Paradis de Francfort, ou encore de Konrad Witz. La récurrence du cyclamen des Alpes dans les gravures confirmerait cette localisation. Bien que l'assimilation, proposée par Leo Baer, à la personne de Konrad Witz n'ait pas été retenue, il n'en reste pas moins qu'il semble avoir eu une formation de peintre, bien plus que d'orfèvre comme c'était alors le cas pour beaucoup de graveurs. Ses gravures montrent en effet une technique étroitement liée à celle du dessin, avec des formes conçues en trois dimensions et délicatement modelées, alors que les graveurs ayant reçu une formation d'orfèvre, comme le Maître E. S. ou Israhel van Meckenem, adoptent des conventions stylistiques différentes. Ses ombres consistent le plus souvent en des lignes verticales parallèles, rarement en des hachures croisées.
En plus de l'argument de la comparaison avec les peintures contemporaines de ses gravures, le début de sa période d'activité ne peut se situer qu'avant 1446, dans la mesure où il existe une épreuve datée de son élève présumé, le Maître de 1446. Le fait qu'il ait eu un élève accompli à cette date suppose qu'il ait été lui-même actif bien des années auparavant.

## Cartes

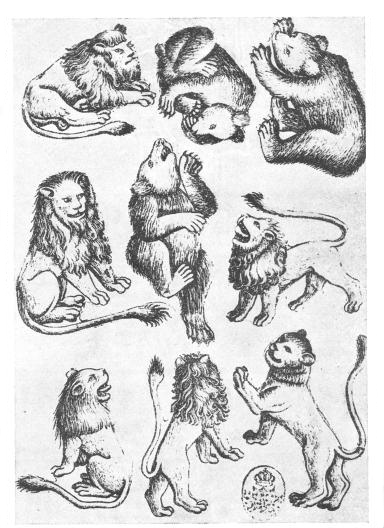
9 d'Animaux. L'ours grimpant central apparaît également dans une copie enluminée de la Bible de Gutenberg. Il s'agit d'une « carte multi-plaque », chaque animal étant gravé sur une petite plaque de cuivre séparée, pouvant être réutilisée pour d'autres cartes

La plupart de ses gravures, notamment les cartes, contiennent des éléments qui apparaissent également dans les miniatures de la Grande Bible de Mayence de 1452-1453, ainsi que dans d'autres enluminures réalisées à Mayence entre ces dates et 1482 — incluant au moins un des exemplaires enluminés de la Bible de Gutenberg actuellement conservé à la bibliothèque de l'Université de Princeton. Il a été avancé qu'il aurait pu peindre ces éléments. L'existence d'un livre de modèles commun aux cartes et aux enluminures est plus généralement admis, sans que cela exclue une éventuelle participation du Maître, ou de son atelier, aux miniatures. Des reprises similaires se trouvent dans de nombreux autres manuscrits et œuvres, la plupart du temps — mais non exclusivement — allemands.
Les cartes présentent les enseignes traditionnelles des jeux de cette époque en Europe occidentale : fleurs, oiseaux, cerfs, bêtes de proies et hommes sauvages — soit cinq enseignes au total. Chaque carte comporte de surcroît des motifs différents, ce qui rend leur réalisation encore plus difficile, comparativement à nos jeux modernes. Le fait que les nombres ne soient pas indiqués sur les cartes ne devait pas non plus faciliter le déroulement, et la rapidité des parties. Les jeux de cartes en gravure sur cuivre restaient rares, et devaient être bien plus coûteux que ceux produits en gravure sur bois, qui pouvaient être reproduits en plus grand nombre avant que la matrice ne s'use. 
Certaines cartes comportant plusieurs motifs animaliers ont été imprimées en réunissant dans un cadre différentes petites plaques de cuivre indépendantes, une par motif, avant le passage sous presse. Il est possible que le Maître ait séjourné à Mayence, et qu'il ait été influencé par les caractères mobiles de Johannes Gutenberg. Malgré cela, la majorité des motifs est unique ; et même si les ensembles paraissent parfois plutôt confus dans leur composition, beaucoup de ces motifs, considérés individuellement, constituent de très belles études de leurs sujets respectifs.
Malgré le petit nombre d'impressions conservées, quelques cartes existent en deux impressions, et certaines en des versions différentes, répertoriées par Max Lehrs en 1908.

## Place dans l'histoire de la gravure

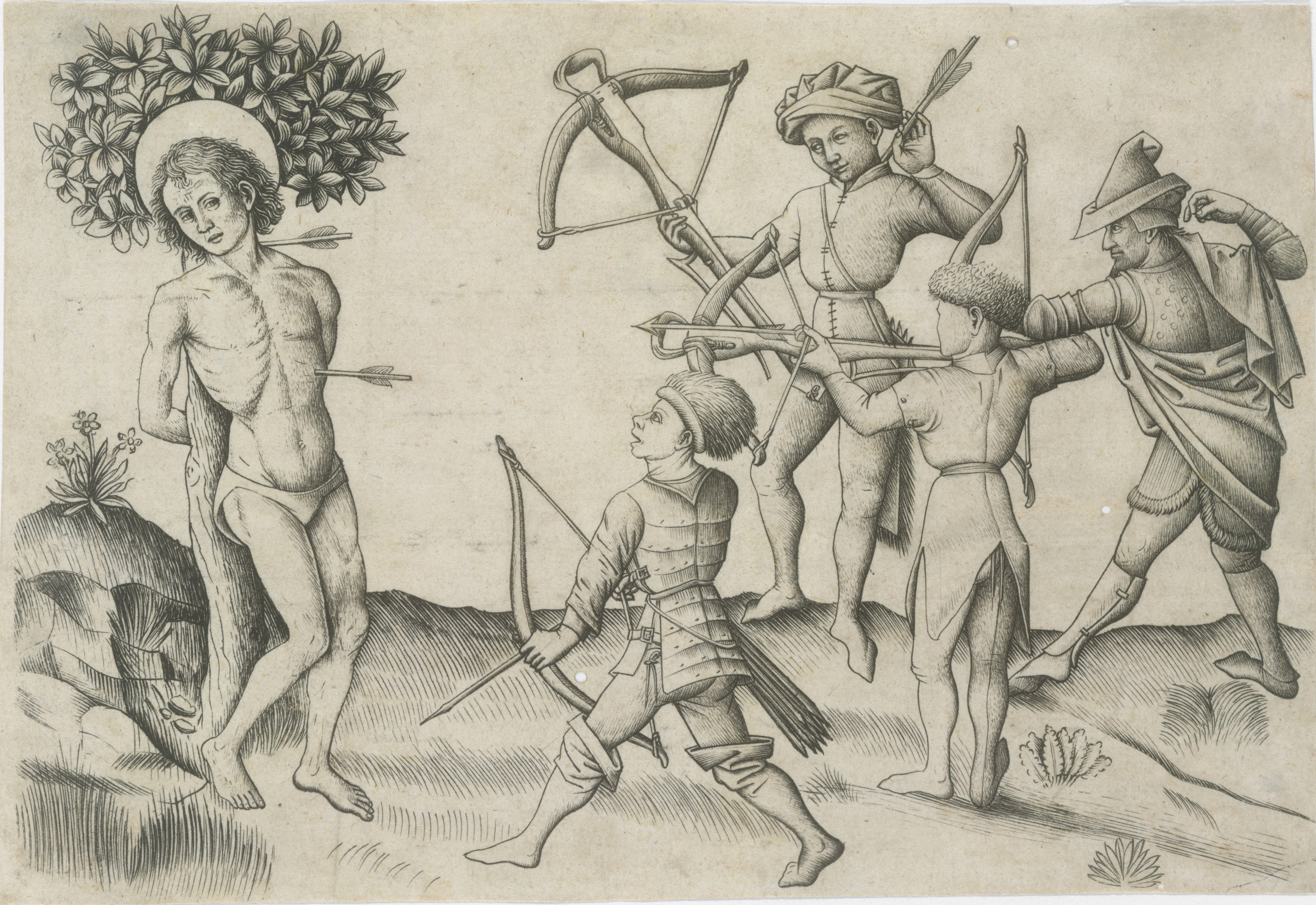
Martyre de saint Sébastien,, vers 1440, New York, Metropolitan Museum of Art

La gravure sur bois naît au tournant du XVe siècle. Extrêmement populaire au début de la carrière du Maître des Cartes à jouer, elle était néanmoins d'une exécution le plus souvent assez grossière. Les cartes à jouer et images pieuses constituaient l'immense majorité de la production. 
Bien qu'il appartienne aux tout débuts de l'histoire de la gravure sur métal, le Maître des Cartes à jouer n'est vraisemblablement pas l'inventeur de cette technique, mais le premier artiste significatif à la pratiquer. Outre les jeux de cartes, les autres œuvres du Maître sont principalement à sujet religieux et certaines sont de dimensions relativement importantes pour des gravures si précoces : celles-ci étaient principalement destinées à illustrer des livres de piété.
Comme pour la plupart des pionniers de la gravure, beaucoup de ses illustrations n'ont survécu que par des copies d'autres artistes, et de nombreuses autres ont sans doute définitivement disparu. Certains de ses élèves présumés portent des noms de convention, comme le Maître de la Passion de Nuremberg, le Maître de 1446 et le Maître aux banderoles. S'il semble admis que le Maître ait également été actif en tant que peintre, que ce soit sur panneau, ou pour des manuscrits enluminés, aucune identification n'est cependant actuellement acceptée.

## Conservation de l’œuvre
Les gravures du Maître sont très rares sur le marché de l'art. Une Reine des fleurs a cependant été adjugée, le 20 septembre 2006, chez Christie's à Londres pour la somme de 243 200 £.

#### Catalogues raisonnés
- Johann David Passavant, Le Peintre-Graveur, t. 2, Leipzig, Rudolph Weigel, 1860 (lire en ligne), p. 70-80
- Max Geisberg, Das älteste gestochene deutsche Kartenspiel vom Meister der Spielkarten, Studien zur deutschen Kunstgeschichte, Heitz, Strasbourg, 1905
- (de) Max Lehrs, Geschichte und kritischer Katalog des deutschen, niederländischen und französischen Kupferstiches im 15 Jahrhundert, vol. 1, Vienne, Gesellschaft für vervielfältigende Kunst, 1908 (lire en ligne), p. 63-148 « Der Meister der Spielkarten »

#### Ouvrages
- (en) Hellmut Lehmann-Haupt, Gutenberg and the Master of the Playing Cards, New Haven, Yale University Press, 1966

- (en) Alpheus Hyatt Mayor, Prints & people : a social history of printed pictures, New York/Princeton, Metropolitan Museum of Art/Princeton, 1971 (ISBN 0-691-00326-2, lire en ligne)
- Marta Wolff, The Master of the Playing Cards: an early engraver and his relationship to traditional media, New Haven, Yale University (thèse de doctorat), 1979

#### Catalogues d'expositions
- (en) Alan Shestack, Catalogue de l'exposition : Fifteenth century Engravings of Northern Europe, Washington, National Gallery of Art, 1967

#### Articles
- (en) Dorothy Miner, The Giant Bible of Mainz : 500th Anniversary, Washington, 1952 (lire en ligne)
- (en) Anne H. van Buren et Sheila Edmunds, « Playing Cards and Manuscripts : Some Widely Disseminated Fifteenth-Century Model Sheets », The Art Bulletin, vol. 56, no 1,‎ mars 1974, p. 12-30 (ISSN 0004-3079, JSTOR 3049193)
- (en) Martha Wolff, « Some Manuscript Sources for the Playing Card Master's Number Cards », The Art Bulletin, no 64,‎ décembre 1982, p. 587-600 (ISSN 0004-3079, JSTOR 3050270)
- (en) Martha Wolff, « Observations on the Master of the Playing Cards and Upper Rhenish painting », dans Essays in Northern European art presented to Egbert Haverkamp-Begemann, Doornspijk, Davaco, 1983, p. 299-302
- (de) Martha Wolff, « Meister der Spielkarten », dans Neue Deutsche Biographie (NDB), vol. 16, Berlin, Duncker & Humblot, 1990, p. 720 (original numérisé).